# Molí de Baix (Saldes)
El Molí de Baix és una obra del municipi de Saldes (Berguedà) inclosa en l'Inventari del Patrimoni Arquitectònic de Catalunya. Construït a finals del s. XVII o a començaments del XVIII, fou totalment destruït per una riuada als anys 1920. Del molí fariner de Baix només es conserven uns quants murs del casal moliner així com de la mola. Era una senzilla construcció que responia als models usuals de la zona: edifici de planta rectangular coberta a dos vessants amb murs senzills de maçoneria sense arrebossar, etc.